# Yonval
Yonval  is een gemeente in het departement Somme in de regio Hauts-de-France van Frankrijk. De gemeente maakt deel uit van het arrondissement Abbeville. Toen begin 2015 het kanton Abbeville-Sud werd opgeheven, werd de gemeente opgenomen in het nieuwgevormde kanton Abbeville-2.

## Geografie
De oppervlakte van Yonval bedraagt 4,0 km², telt 211 inwoners (1999) en de bevolkingsdichtheid is 52,8 inwoners per km².
De onderstaande kaart toont de ligging van Yonval met de belangrijkste infrastructuur en aangrenzende gemeenten.

## Demografie
Onderstaande figuur toont het verloop van het inwonertal (bron: INSEE-tellingen).